# Відеоігри у Фінляндії
Відеоігри у Фінляндії складаються з індустрії відеоігор, що складається з 260 активних студій розробників відеоігор, приблизно дюжини професійних гравців і незліченної кількості ентузіастів-аматорів.

## Індустрія відеоігор
До найуспішніших компаній належать Supercell, Rovio, Remedy Entertainment, Sulake, RedLynx, Frozenbyte і Housemarque. До найважливіших ігор, розроблених у Фінляндії, належать Max Payne, Rally Trophy, Stardust, Angry Birds і Control.
Найстаріші існуючі студії були засновані в 1995 році. Серед студій велика кількість стартапів. Промисловість зосереджена в столичному районі Гельсінкі. Протягом 2011-2014 років Фінське фінансове агентство з технологій та інновацій (Tekes) інвестувало 30 мільйонів євро у фінську ігрову індустрію, головним чином через науково-дослідні проекти. У 2014 році оборот галузі становив близько 1,8 мільярда євро. У 2016 році фінська ігрова індустрія встановила рекордно високий оборот у 2,5 мільярда євро і знизився до 2,1 мільярда євро в 2018 році. У фінській ігровій індустрії зараз працює близько 2500 професіоналів галузі. Зараз існує понад 20 навчальних закладів, які надають ігрову освіту на всіх рівнях освіти.
Дохід основної індустрії відеоігор (розробка та ігрові послуги) у 2014 році склав 1,8 мільярдів євро. Це дорівнює 25% доходу сектору ICT і 20% доданої вартості сектору культури.
Професійні гравці заробляють на життя турнірними призами та спонсорством. Хоча більшість із них мають інші джерела доходу.
Багато організацій піклуються про добробут і законні права розробників ігор. До них належать такі організації, як Neogames, Game Makers of Finland і We in Games Finland.

## Споживання відеоігор
Фінська асоціація ігор і мультимедіа опублікувала статистику найбільш продаваних ігор (фізично проданих ігор, не враховуючи цифрові покупки). У першу десятку 2014 року ввійшли:
1. NHL 15 (Electronic Arts)
2. FIFA 15 (Electronic Arts)
3. Minecraft (Sony CEE / Microsoft)
4. Call of Duty: Advanced Warfare (Activision-Blizzard)
5. Far Cry 4 (Ubisoft)
6. Watch Dogs (Ubisoft)
7. SingStar Suomibileet (Sony CEE)
8. Grand Theft Auto V (Rockstar Games)
9. The Lego Movie Videogame (Warner)
10. Destiny (Activision-Blizzard)

## Історія
Історія індустрії відеоігор у Фінляндії почалася в 1979 році, коли була опублікована шахова партія для Telmac.

### 1979-1989: Герої та аматори
На початку 1980-х розробка комп'ютерних ігор у Фінляндії була чистим хобі. Commodore був найпопулярнішим домашнім комп'ютером. Вихідні коди, зазвичай на BASIC, поширювалися на сторінках журналів про домашню обчислювальну техніку, таких як MikroBitti. MikroBitti заплатили винагороду 500-1000 фінських марок за «Програму місяця».[джерело?] Nintendo продавала консолі, але фінські розробники не цікавилися консолями, частково через те, що ліцензійні збори були занадто високими для аматорів.[джерело?]
Перша в історії відеогра, зроблена у Фінляндії, шахи для Telmac, були опубліковані в 1979 році. Видання великомасштабних ігор почалося в 1984 році, коли AmerSoft (програмна філія конгломерату Amer) опублікувала чотири ігри для пристроїв Commodore: Mehuljinja, Myyräjahti, Herkkusuu і Raharuhtimas. Користувальницький інтерфейс ігор був фінською мовою, і не було жодних планів продавати їх на міжнародному ринку. Крім AmerSoft ігри продавали TrioSoft і Teknopiste. Окрім Commodore, ігри видавалися для комп’ютерів ZX Spectrum, Spectravideo та MSX.
Два розробники ранніх років були особливо відомими: Ставрос Фасулас і Юкка Тапанімякі.

### 1990-1999: Демосцена і перші ігрові студії
У 1990-х складніші платформи, Amiga та PC, перейняли статус Commodore. Розробка ігор для них потребувала команди, а не одиночного героя.

#### Демосцена об'єднує розробників
Поява Демосцени об’єднала розробників. Важливою подією було Assembly, яка організовується з 1992 року. Assembly — найбільше у світі зібрання демо-програмістів. На Assembly відбулася зустріч аматорів, які створили короткі демонстрації, щоб продемонструвати свої навички програмування. Пірати були важливим фактором у розвитку демосцени: люди, які хотіли отримати ігри безкоштовно, навчилися зламувати захист від копіювання. Різні групи зломщиків змагалися в цьому, і щоб отримати популярність, вони додали власний вступ до зламаних ігор. Розробка інтро та пірати почали поступово розвивати свої власні шляхи, а візуальна якість інтро стала предметом конкуренції. За словами Юссі Лаакконена, координатора Assembly, важливим фактором появи демосцени були батьки, які купували своїм дітям домашні комп’ютери, а не ігрові консолі, адже за допомогою комп’ютера ви можете програмувати власні заставки та інші демонстрації.

#### Перші ігрові студії
Перші фінські компанії з виробництва відеоігор, Terramarque і Bloodhouse, почали свою діяльність у 1993 році. У 1995 році вони об’єдналися, щоб створити Housemarque. І Terramarque, і Bloodhouse були розробниками відеоігор для Amiga, але нова компанія, Housemarque, була спрямована на розвиток ринку комп’ютерних ігор.
Самулі Сивахуоко створив компанію під назвою Remedy Entertainment у гаражі своїх батьків разом із людьми, яких він знав із демосцени. Їхня перша гра-rally мала успіх, вони переїхали в реальний офіс і почали розробляти гру-шутер від третьої особи, яка пізніше отримала назву Max Payne.

#### Перші кроки ігор для мобільних телефонів
Варіант аркадної гри Змійка був попередньо встановлений на мобільні телефони Nokia. Графіка складалася з чорних квадратів і мала 4 напрямки. Він був запрограмований у 1997 році Танелі Арманто, інженером-конструктором Nokia, і представлений на Nokia 6110. Кілька інших ігор були включені в телефони Nokia, але Змійка була єдиною успішною.

### 2000-2004: Max Payne і студії мобільних ігор

#### Перші студії мобільних ігор
Коли Nokia представила примітивний мобільний Інтернет під назвою WAP, деякі ігри були розроблені для цього середовища. Технологія WAP мала забезпечити доступ до Інтернету на мобільних пристроях, але зручність використання була поганою, а передача даних дорогою. Інтернет-ентузіазм приніс гроші інвесторам для розробників мобільних ігор. Серед перших були Springtoys, spring off Housemarqye, і Riot-E. Міжнародні корпоративні гіганти інвестували 20 мільйонів євро у венчурний капітал Riot-E. За кілька років Riot-E збанкрутувала. Мобільні ігри почали виглядати привабливіше, коли телефони з кольоровими дисплеями та Java стали більш поширеними. Розповсюдження ігор все ще потребувало контрактів з окремими телеоператорами, які мають власні магазини програм. Оскільки не було великих апаратних стандартів, кожну гру потрібно було модифікувати для кількох різних типів телефонів.

#### Max Payne підкорює світ
Max Payne була нарешті випущена в 2001 році, і вона стала найбільш продаваною фінською грою епохи. Протягом перших 10 років франшиза Max Payne розійшлася тиражем понад 7,5 мільйонів копій.

#### Habbo
У серпні 2000 року була відкрита перша версія Habbo — соціальної мережі та онлайн-спільноти, орієнтованої на підлітків. Послуга дозволяє користувачам створювати власного персонажа Habbo і дизайн готельних номерів, знайомитися з новими друзями, спілкуватися з іншими гравцями, організовувати вечірки, доглядати за віртуальними домашніми тваринами, створювати і грати в ігри та виконувати квести. Творці готелю Habbo, Сампо Карьялайнен і Аапо Кюроля раніше створили додаток-аватар для веб-сайту групи під назвою mobile та гру в сніжки для маркетингових цілей телеоператора. Перший варіант концепції готелю називався Hotelli Kultakala (Готель Золота рибка). Міжнародні версії, тепер під назвою Habbo Hotel, почалися з Великої Британії. Будучи найбільшим, новий віртуальний світ мав версії 11 мовами та користувачів із понад ста країн. Грати в Habbo можна було безкоштовно, але дохід отримував за допомогою мікроплатежів. Користувачі мали власні готельні номери, які вони могли обставити речами, які вони могли замовляти та оплачувати за допомогою SMS-повідомлень. Пізніше SMS-оплату замінили цифровими токенами.

### 2008-2011: Apple переходить до влади; Angry Birds — хіт
У 2008 році дохід індустрії відеоігор у Фінляндії склав 87 мільйонів євро, і в ній працювало більше тисячі людей.
Apple запустила AppStore у 2008 році. Це стало переломним моментом успіху мобільних ігор. Nokia спробувала зі своїм власним торговим майданчиком, але користувальницький інтерфейс їхніх телефонів із Symbian був гіршим, ніж у iPhone від Apple. Для N-Gage було запущено менше 50 ігор, і кожна з них коштувала 5-10 євро, тоді як в AppStore можна було купити ігри менше ніж за євро.
Компанія Rovio entertainment, яка розпочала свою діяльність у 2003 році як Relude, вирішила зосередитися лише на іграх для iPhone. Їх великим успіхом стали Angry Birds. Станом на липень 2015 року ігри цієї серії було завантажено понад три мільярди разів, що робить її найбільш завантажуваною безкоштовною серією ігор усіх часів. Це був найуспішніший додаток для iOS.
Remedy запустила Alan Wake, наступника Max Payne, у 2010 році. У них був контракт із Microsoft, і гра була запущена виключно для Xbox 360.

### 2012-: Ера безкоштовних та інді-ігор
Цифрова дистрибуція заохочувала невеликі стартапи-компанії з 2011 року. Протягом 2001-2014 років було відкрито 179 нових ігрових студій, і 1,26 мільярда євро було інвестовано в індустрію відеоігор у Фінляндії. Після успіху Angry Birds безкоштовні ігри стали найпопулярнішими моделями. У них дохід надходить від мікроплатежів. Supercell випустила три дуже популярні безкоштовні ігри: Hay Day і Clash of Clans у 2012 році та Boom Beach у 2014 році.
Виручка Supercell у 2013 році склала 672 мільйони євро. Більшість її акцій було продано японським SoftBank і GungHo у 2013 році. Коли SoftBank збільшив свою частку в компанії, оцінка Supercell зросла до 5,5 мільярдів доларів США. Це робить Supercell найціннішою студією мобільних ігор у світі.
Дохід ядра індустрії відеоігор (розробка та ігрові послуги) у 2014 році склав 2400 мільйонів євро. Це дорівнює 25% доходу сектору ICT і 20% доданої вартості сектору культури.

## Розробка відеоігор

### Розробники з Фінляндії
- Bugbear Entertainment
- Colossal Order
- Dreamloop Games
- Frozenbyte
- Housemarque
- Kalla Gameworks
- Iceflake Studios
- RedLynx
- Remedy Entertainment
- Resistance Games
- Snowhound Games
- Sulake

#### Різні ігри
- Simucube (симулятор гоночного спорядження)
- Surrogate.tv (робототехніка та ігрова платформа)
- Yousician (Інтерактивний та освітній музичний сервіс)

#### Oнлайн ігри
- Mainframe Industries (штаб-квартира у Гельсінкі. Інші студії в Рейк'явіку і в Парижі. Налаштовано колишніми ветеранами CCP Games, Remedy Entertainment, & Next Games)
- Vaki Games

#### Мобільні ігри
- Armada Interactive
- Cornfox & Bros
- Critical Force Oy
- Everywear Games
- Fingersoft
- Futureplay Games
- Grand Cru
- Huuuge Games (колишній Gamelion Studios у 2002-2014 рр. Офіс у Гельсінкі.)[a]
- Kopla Games
- Koukoi Games
- Lightneer
- Moido Games
- Motorious Entertainment
- Next Games Oy
- Nitro Games Plc (колишній розробник основних ігор. Також співрозробник)
- PlayRaven Oy
- Seriously Digital Entertainment
- Small Giant Games
- Snowfall Oy
- Supercell
- Ticbits Oy
- Tribeflame Oy
- Two Men and a Dog
- Traplight Games

#### Послуги спільної розробки
- Aniway Oy (мобільні, онлайн, ядро, VR/AR ігри, рекламні ігри, веб)
- Kuuasema (переважно мобільні ігри)

### Фінські компанії відеоігор, які не діють
- Fragment Production (засновано 2012 р. Припинення діяльності 2016 р.)
- Futuremark (заснована в 1997 році. Не існує з 2018 року.)
- NonStop Games (штаб-квартира в Сінгапурі. Заснована в 2011 році. Не існує в 2016 році.)
- Secret Exit Ltd (заснована 2006. Неактивна після 2019. Екс-Skinflake Games & tAAt у 2000-х.)
- Universomo (заснований у 2002 році. Припинений у 2010 році.)

## Нотатки
1. ↑  Засновник Gamelion змінив назву фірми на Huuuge і відкрив багато офісів у дорогих містах по всьому світу.